# Boris Pasternak
Boris Leonidovič Pasternak (rus. Борис Леонидович Пастернак, Moskva, 10. veljače 1890. – Predelkino kraj Moskve, 30. svibnja 1960.) je bio ruski pjesnik, književnik i nobelovac.
Djelovao je kao pjesnik, novelist, romanopisac i prevoditelj. Odrastao je u intelektualnoj sredini, studirao je filozofiju u Moskvi i Marburgu. U mladosti je bio futurist. Poezija mu je pretežno tematski apolitična, literarna i intelektualna. Piše i poeme s temom prve i druge ruske revolucije. U romanu "Doktor Živago" oslonio se na tradicije romana 19. stoljeća te je izgradio djelo na fabuli o sudbini nekoliko obitelji, obuhvaćajući prostor od zapadnih ruskih granica do Sibira, s Moskvom u središtu, opisujući dvije ruske revolucije te završavajući epilogom u vrijeme Drugog svjetskog rata. U SSSR-u mu je roman nazvan "antisovjetskim", dok mu je na Zapadu 1958. dodijeljena Nobelova nagrada za književnost, koju nije primio. Ova tragedija prepričava događaje koji obuhvaćaju posljednji period Carske Rusije, te ranih dana Sovjetskog saveza. Iako je ovim romanom stekao svjetsku slavu, ipak je ostao najviše zapamćen kao pjesnik. "Sestra moja, život", napisana 1917., je nedvojbeno najutjecajnija zbirka poezije objavljena na ruskom jeziku u 20. stoljeću.

## Rani život
Pasternak je rođen u Moskvi 10. veljače (po gregorijanskom kalendaru) 1890. (po Julijanskom kalendaru 29. veljače) u židovskoj obitelji. Njegov otac, Leonid Pasternak, je bio poznati slikar i profesor na Moskovskoj školi slikanja, skulpture i arhitekture, dok je njegova majka, Rosa (Raitza) Kaufman, bila koncertna pijanistica. Odrastao je u visoko kozmopolitanskoj atmosferi, gdje su neki od brojnih posjetitelja njegovom domu bili kompozitor Sergej Rahmanjinov, pjesnik Rainer Maria Rilke, te pisac Lav Nikolajevič Tolstoj.
Pod inspiracijom svoga susjeda Alexandra Scriabina odlučuje postati kompozitor, pa je stoga i otišao na Moskovski konzervatorij. 1910. godine naglo odlazi s konzervatorija na Magdeburško sveučilište, gdje je studirao pod neokantskim filozofima kao što je Hermann Cohen i Nikolaj Hartmann. Iako je smatrano da će postati filozofom, ipak odustaje od toga kako bi se vratio u Moskvu 1914. godine. Njegova prva kolekcija poezije na koju su utjecali Aleksander Aleksandrovič Blok i ruski futuristi objavljena je kasnije te godine.
Njegov prvi stihovi simuliraju njegovu preokupaciju s Kantovim idejama. Njegova tkanina uključuje udarnu aliteraciju, divlje ritmičke kombinacije, svakodnevni rječnik, te skrivene aluzije spram svojih omiljenih pjesnika kao što su Rilke, Ljermontov te njemački romantični pjesnici.
Tijekom prvog svjetskog rata podučavao je i radio u kemijskoj tvornici u Vsevolodovo-Vilveu, koji su mu nedvojbeno pružili dovoljno materijala za njegov roman "Doktor Živago" mnogo godina kasnije. Za razliku od svoje brojne rodbine i prijatelja, Pasternak nije otišao iz Rusije nakon revolucije. Naprotiv, bio je fasciniran novim idejama i mogućnostima koje je revolucija donijela na vidjelo.

## "Sestra moja, život"
Pasternak je proveo ljeto 1917. živeći u stepskom kraju blizu Saratova, gdje se i zaljubio. Ta je strast rezultirala zbirkom "Sestra moja, život", koju je napisao u periodu od tri mjeseca, ali je bio previše posramljen objaviti je četiri cijele godine zbog romanskog stila kojim je napisana. Kada ju je konačno objavio 1921., ta je zbirka revolucionirala rusku poeziju. To ga je učinilo modelom za mlađe pjesnike, što je pak promijenilo poeziju Osipa Mandeljštama i Marine Ivanove Cvetajeve te drugih.
Nakon "Sestra moja, život" Pasternak je napravio neka hermetička djela neujednačene kvalitete, među kojima se nalazi i njegovo remek djelo – lirski ciklus naslovljen "Ruptura" (1921.). Autori kao što su Vladimir Majakovski, Andrej Beli i Vladimir Nabokov su aplaudirali njegovoj poeziji kao djelima čiste, raspuštene inspiracije. Kasnih 1920-ih Pasternak je sve više osjećao kako je njegov šaroliki modernistički stil sve više u suprotnosti s doktrinom socijalističkog realizma koju je odobravala komunistička partija. Pokušavao je svoju poeziju napraviti prihvatljivijom masi tako što je prepravljao svoja ranija djela, te započimajući dvije opširne poeme na temu ruske revolucije. Također se okrenuo prozi, pa je napisao nekoliko autobiografskih priča, od kojih se najviše ističu "Djetinjstvo ljubavnika" i "Sigurna pratnja".

## "Drugo rođenje"
Do 1932. Pasternak je strogo preoblikovao svoj stil kako bi ga napravio prihvatljivim sovjetskoj publici, pa je izdao novu zbirku pjesama pogodno nazvao "Drugo rođenje". Iako su njegovi bjelački komadi bili briljantni kao ranija nastojanja, ova se zbirka otuđila od jezgre njegove prerađene publike u inozemstvu. Još je više pojednostavio svoj stil zbog svoje sljedeće zbirke patriotskih stihova "Teme i varijacije" (1943.), koja je Nabokova navela da ga opiše kao "plačućeg boljševika" i "Emily Dickinson u hlačama".
Tijekom velikih čistki u kasnim 1930-im Pasternak je postao progresivno deziluzioniran komunističkim idealima. Ne želeći objaviti svoju poeziju okreće se prevođenju Shakespearea ("Hamlet", "Macbeth", "Kralj Lear") Goethea ("Faust"), Rilkea ("Requiem für eine Freundin"), Verlainea te gruzijske pjesnike. Njegovi su prijevodi Shakespeareovih djela stekla veliku popularnost kod ruske publike zbog njihovih kolokvijalnih, te modernističkih dijaloga, dok ga je kritika optuživala što je "pasternakizirao" engleske drame. Iako je bio široko kritiziran zbog pretjeranog subjektivizma Staljin je izjavio kako je naišao na Pasternakovo ime na listi za uhićene tijekom čistki zbog čega je nakon toga rekao "Nemojte dirati ovog stanovnika oblaka". Još jedna verzija Staljinove izjave glasi: "Ostavite ovu svetu ludu na miru".
Njegov bratić, poljski pjesnik Leon Pasternak, nije bio tako sretan. Kao rezultat njegovih političkih aktivnosti u Poljskoj – pisao je satiričke stihove socijalističke revolucionarne periodike – zatvoren je 1934. godine u Zatvoru Berezie Kartuskiej.

## "Doktor Živago"
Nekoliko godina prije početka drugog svjetskog rata Pasternak se sa svojom ženom doselio u Peredelkino – selo za pisce koje je udaljeno nekoliko kilometara od Moskve. Bio je ispunjen s ljubavi prema životu koja je njegovoj poeziji davala ton pun nade. To se reflektiralo u imenu njegovog autobiografskog heroja Živaga, koje je izveo iz ruske riječi "živ". Za još jedan poznati lik iz ovog romana, Laru, je rečeno kako je nastala po modelu njegove ljubavnice Olge Ivinskajske.
Kako su Sovjetski autoriteti na ovu knjigu gledali s neodobravanjem, Doktora Živaga je prokrijumčario Pasternakov prijatelj Isaiah Berlin, te ga je objavio u talijanskom prijevodu u talijanskoj izdavačkoj kući Feltrinelli 1957. godine. Taj je roman postao instantnom senzacijom, a naknadno je preveden i objavljen u mnogim zemljama nesovjetskog bloka. 1958. i 1959. godine je američko izdanje ovog romana provelo 26 tjedana na vrhu "The New York Timesove" bestselerove liste. Iako nitko od njegovih sovjetskih kritičara nije imao priliku pročitati ovaj zabranjeni roman, neki od njih su javno zahtijevali: "izbacite svinju iz našeg kuhinjskog vrta", tj. da se Pasternak izbaci iz SSSR-a. To je dovelo do šaljive ruske izreke koja se koristi kako bi se zadirkivalo i ismijavalo kritike u književnosti, kao što su: "Nisam pročitao Pasternakovo djelo, ali ga osuđujem". "Doktor Živago" je na kraju ipak objavljen u SSSR-u 1988. godine.
Adaptacija ovoga djela u film, kojeg je režirao David Lean, bio je epskih proporcija. Glavne uloge u ovome filmu dobili su Omar Sharif i Julie Christie. Zbog svoje koncentracije na romantički aspekt priče ubrzo je postao svjetskim hitom. Usprkos tome, ovaj film ipak nije objavljen u Rusiji sve do skorog pada Sovjetskog saveza.

## Nobelova nagrada
Pasternak je naveden kao pobjednik Nobelove nagrade za književnost za 1958. godinu. 25. listopada, dva dana nakon što je čuo kako je osvojio ovu prestižnu nagradu poslao je telegram sljedećeg sadržaja Švedskoj akademiji:
Neizmjerno zahvalan, dirnut, ponosan, začuđen, zbunjen.
Četiri dana nakon toga poslao je još jedan telegram Švedskoj akademiji:
Uzimajući u obzir značenje ove nagrade u društvu kojem pripadam moram je odbiti. Molim Vas da se ne uvrijedite mom dobrovoljnom odbijanju.
Švedska akademija je na to objavila:
Ovo odbijanje, naravno, ni na koji način ne mijenja ispravnost nagrade. Akademiji ostaje još samo, ipak, najaviti sa žaljenjem kako se prezentacija nagrade ne može održati.
Čitajući između redaka Pasternakova drugog telegrama jasno je kako je odbio nagradu iz straha od oduzimanja državljanstva ako bi otputovao u Stockholm kako bi preuzeo nagradu. Nakon što se cijeloga života trudio izbjeći napuštanje Rusije ova mogućnost nije napredak kojemu se nadao, ili kojeg je priželjkivao.
Iako je odbio Nobelovu nagradu Sovjetski su ga oficiri napadali, tako da mu je najmanje prijetilo izbacivanje iz zemlje. No, usprkos tome, čini se kako je premijer Indije Jawaharlal Nehru možda govorio s Nikitom Hruščovom, tako da ga ipak nisu poslali u egzil ili ga zatvorili.
Unatoč ovim događajima, poznati crtač stripa Bill Mauldin napravio je poznat karikaturu toga vremena koji je Pasternaka prikazivao kao još jednog zatvorenika u Sibiru kako cijepa drvo u snijegu. U toj karikaturi prikazuje ga se kao zatvorenika koji izjavljuje: "Ja sam dobio Nobelovu nagradu za književnost. Što je tvoj zločin?" Ovaj je strip osvojio Pulitzerovu nagradu za uredničku karikaturu 1959.
Nobelova medalja je na kraju predana Pasternakovom sinu Jevgeniju na ceremoniji u Skockholmu tijekom Nobelova tjedna u prosincu 1989. godine. Na toj je ceremoniji ruski čelist Mstislav Rostropovič svirao Bachovu serenadu u čast svoga preminulog sunarodnjaka.

## Smrt i ostavština
Pasternakova post-Živagova poezija ispituje univerzalna pitanja ljubavi, besmrtnosti i pomirenju s Bogom.
Umro je od raka pluća 30. svibnja 1960. godine. Usprkos tome što je njegova smrt navedena samo u jednom malom članku u novinama "Literary Gazette" tisuće su ljudi otputovale iz Moskve na njegov sprovod u Predelkino. "Volonteri su odnijeli njegov otvoreni sag do njegovog pogrebnog mjesta, te su oni koji su bili prisutni (uključujući i pjesnika Andreja Woznesenskija) recitirali iz pamćenja zabranjenu poemu "Hamlet"." Pjesnik i bard Aleksandar Galič napisao je politički nabijenu pjesmu koju je posvetio njegovoj uspomeni.
Maleni planet 3508 Pasternak kojeg je otkrila sovjetska astronomkinja Ljudmila Karačkina 1980. godine nazvan je po njemu.

## Zanimljive činjenice
- Glazbena artistkinja Regina Spektor je recitirala nekoliko stihova iz Pasternakove poeme koju je napisao 1912. godine u svojoj pjesmi "Apres Moi" sa svoga albuma "Begin to Hope".

- Pasternak je riječ u ruskom jeziku za pastrnjak – biljku sličnu peršinu.

## Djela
- zbirke:

- "Iznad barijera" (Поверх барьеров, 1917.)
- "Sestra moja, život" (Сестра моя — жизнь, 1917.)
- "Teme i varijacije"
- "Drugo rođenje"

- romani:

- "Djetinjstvo Ljuversove" (1922.)
- "Doktor Živago" (Доктор Живаго, 1957.)

- poeme:

- "Poručnik Šmit"
- "Spektorski" (1931.)

- autobiografsko djelo:

- "Zaštitna povelja"

## Vanjske poveznice
- Informacije o dodjeli Nobelove nagrade iz 1958. koja je dodijeljena Borisu Pasternaku
- Boris Pasternak u Peredelkinu
- Poema Borisa Pasternaka (na ruskom jeziku)
- Pasternakova biografija, fotografije, poeme, proza te kritički eseji (na ruskom jeziku)
- Boris Pasternak: poema, biografija, fotografije (na ruskom jeziku)

### Ostali projekti
|  | Zajednički poslužitelj ima stranicu o temi Boris Pasternak    |
|  | Zajednički poslužitelj ima još gradiva o temi Boris Pasternak |